# Chamaedorea pochutlensis
Chamaedorea pochutlensis är en enhjärtbladig växtart som beskrevs av Frederik Michael Liebmann. Chamaedorea pochutlensis ingår i släktet Chamaedorea och familjen Arecaceae. Inga underarter finns listade i Catalogue of Life.